# Elitserien (pallavolo femminile)
La Elitserien è la massima serie del campionato svedese di pallavolo femminile: al torneo partecipano undici squadre di club svedesi e la squadra vincitrice si fregia del titolo di campione di Svezia.

## Albo d'oro
| Anno             | Podio           | Podio           | Podio           |
| Campione         | Seconda         | Terza           |                 |
| ---------------- | --------------- | --------------- | --------------- |
| 1961-62 Dettagli | Bosöns IK       | -               | -               |
| 1962-63 Dettagli | Bosöns IK       | -               | -               |
| 1963-64 Dettagli | Bosöns IK       | -               | -               |
| 1964-65 Dettagli | Kolbäcks VK     | -               | -               |
| 1965-66 Dettagli | Bosöns IK       | -               | -               |
| 1966-67 Dettagli | Bosöns IK       | -               | -               |
| 1967-68 Dettagli | Vallentuna BK   | -               | -               |
| 1968-69 Dettagli | Kolbäcks VK     | -               | -               |
| 1969-70 Dettagli | Värnamo         | -               | -               |
| 1970-71 Dettagli | Alingsås VK     | -               | -               |
| 1971-72 Dettagli | Värnamo         | -               | -               |
| 1972-73 Dettagli | Värnamo         | -               | -               |
| 1973-74 Dettagli | Värnamo         | -               | -               |
| 1974-75 Dettagli | Sollentuna      | -               | -               |
| 1975-76 Dettagli | Sollentuna      | -               | -               |
| 1976-77 Dettagli | Sollentuna      | -               | -               |
| 1977-78 Dettagli | Sollentuna      | -               | -               |
| 1978-79 Dettagli | Sollentuna      | -               | -               |
| 1979-80 Dettagli | Sollentuna      | -               | -               |
| 1980-81 Dettagli | Sollentuna      | -               | -               |
| 1981-82 Dettagli | Sollentuna      | -               | -               |
| 1982-83 Dettagli | Sollentuna      | -               | -               |
| 1983-84 Dettagli | Sollentuna      | -               | -               |
| 1984-85 Dettagli | Sollentuna      | -               | -               |
| 1985-86 Dettagli | Sollentuna      | -               | -               |
| 1986-87 Dettagli | Sollentuna      | -               | -               |
| 1987-88 Dettagli | Sollentuna      | -               | -               |
| 1988-89 Dettagli | Uppsala VBS     | -               | -               |
| 1989-90 Dettagli | Sollentuna      | -               | -               |
| 1990-91 Dettagli | Sollentuna      | -               | -               |
| 1991-92 Dettagli | Sollentuna      | -               | -               |
| 1992-93 Dettagli | Uppsala VBS     | -               | -               |
| 1993-94 Dettagli | Vallentuna BK   | -               | -               |
| 1994-95 Dettagli | Sollentuna      | -               | -               |
| 1995-96 Dettagli | KFUM Örebro     | -               | -               |
| 1996-97 Dettagli | KFUM Örebro     | -               | -               |
| 1997-98 Dettagli | KFUM Örebro     | -               | -               |
| 1998-99 Dettagli | KFUM Örebro     | -               | -               |
| 1999-00 Dettagli | KFUM Örebro     | -               | -               |
| 2000-01 Dettagli | KFUM Örebro     | Katrineholms VK | -               |
| 2001-02 Dettagli | Katrineholms VK | Vallentuna BK   | -               |
| 2002-03 Dettagli | KFUM Örebro     | Katrineholms VK | -               |
| 2003-04 Dettagli | Örebro          | Vallentuna BK   | -               |
| 2004-05 Dettagli | Örebro          | Engelholms      | -               |
| 2005-06 Dettagli | Engelholms      | Vallentuna BK   | -               |
| 2006-07 Dettagli | Sollentuna      | Engelholms      | Vallentuna BK   |
| 2007-08 Dettagli | Örebro          | Vallentuna BK   | Engelholms      |
| 2008-09 Dettagli | Engelholms      | Katrineholms VK | Örebro          |
| 2009-10 Dettagli | Katrineholms VK | Engelholms      | Örebro          |
| 2010-11 Dettagli | Katrineholms VK | Engelholms      | Lindesberg      |
| 2011-12 Dettagli | Lindesberg      | Hylte           | Katrineholms VK |
| 2012-13 Dettagli | Katrineholms VK | Lindesberg      | Engelholms      |
| 2013-14 Dettagli | Hylte/Halmstad  | Svedala         | Engelholms      |
| 2014-15 Dettagli | Engelholms      | Hylte/Halmstad  | -               |
| 2015-16 Dettagli | Engelholms      | Hylte/Halmstad  | Örebro          |
| 2016-17 Dettagli | Engelholms      | Hylte/Halmstad  | Örebro          |
| 2017-18 Dettagli | Engelholms      | Hylte/Halmstad  | Örebro          |
| 2018-19 Dettagli | Engelholms      | Örebro          | Hylte/Halmstad  |
| 2019-20 Dettagli | Non assegnato   | Non assegnato   | Non assegnato   |
| 2020-21 Dettagli | Hylte/Halmstad  | Engelholms      | Örebro          |
| 2021-22 Dettagli | Hylte/Halmstad  | Örebro          | Engelholms      |
| 2022-23 Dettagli | Engelholms      | Hylte/Halmstad  | Örebro          |
| 2023-24 Dettagli | Örebro          | Engelholms      | Hylte/Halmstad  |

## Palmarès
| Squadra         | Titolo | Edizione |
| --------------- | ------ | --- |
| Sollentuna      | 19     | 1974-75, 1975-76, 1976-77, 1977-78, 1978-79, 1979-80, 1980-81, 1981-82, 1982-83, 1983-84, 1984-85, 1985-86, 1986-87, 1987-88, 1989-90, 1990-91, 1991-92, 1994-95, 2006-07 |
| Örebro          | 11     | 1995-96, 1996-97, 1997-98, 1998-99, 1999-00, 2000-01, 2002-03, 2003-04, 2004-05, 2007-08, 2023-24                                                                         |
| Engelholms      | 8      | 2005-06, 2008-09, 2014-15, 2015-16, 2016-17, 2017-18, 2018-19, 2022-23 |
| Bosöns IK       | 5      | 1961-62, 1962-63, 1963-64, 1965-66, 1966-67 |
| Värnamo         | 4      | 1969-70, 1971-72, 1972-73, 1973-74 |
| Katrineholms VK | 4      | 2001-02, 2009-10, 2010-11, 2012-13 |
| Hylte/Halmstad  | 3      | 2013-14, 2020-21, 2021-22 |
| Kolbäcks VK     | 2      | 1964-65, 1968-69 |
| Vallentuna BK   | 2      | 1967-68, 1993-94 |
| Uppsala VBS     | 2      | 1988-89, 1992-93 |
| Alingsås VK     | 1      | 1970-71 |
| Lindesberg      | 1      | 2011-12 |